# Епархия Уху
Епархия Уху (лат. Archidioecesis Uhuvensis ,кит.  中文: 蕪湖) — епархия Римско-Католической Церкви, городской округ Уху, провинция Аньхой, Китай. Епархия Уху входит в архиепархию Аньцина.

## История
8 августа 1921 года Римский папа Бенедикт XV издал бреве Ex hac Beati Petri, которым учредил апостольский викариат Аньхуэй, выделив его из апостольского викариата Кианнаня (сегодня - Архиепархия Нанкина).
3 декабря 1924 года апостольский викариат Аньхуэй был переименован в апостольский викарит Уху.
21 февраля 1929 года и 22 февраля 1937 года апостольский викариат Уху передал часть своей территории для возведения новых апостольского викариата Аньцина (сегодня - Архиепархия Аньцина) и апостольской префектуре Туньси.
11 апреля 1946 года Римский папа Пий XII издал буллу Quotidie Nos, которой преобразовал апостольский викариат Уху в епархию.
3 июля 2001 года Китайское правительство объединило три епархии Аньцина, Бэнбу и Уху в одну неканоническую епархию Аньхой и назначило ординарием этой епархии епископа из Китайской патриотической Церкви Иосифа Цзи Хуаюэ, который умер 26 февраля 2005 года. В настоящее время ординарием неканонической епархии Аньхой является священник Иосиф Лю Синхун их Китайской Патриотической Церкви.

## Ординарии епархии
- епископ Vicente Huarte San Martín SJ (26.04.1922 г. — 3.12.1924 г.) — апостольский администратор апостольского викариата Аньхуэй;
- епископ Vicente Huarte San Martín SJ (3.12.1924 г. — 23.08.1935 г.) — апостольский администратор Апостольского викариата Уху;
- епископ Zenón Arámburu Urquiola SJ (7.07.1936 г. — 11.04.1946 г.) — апостольский администратор Апостольского викариата Уху;
- епископ Zenón Arámburu Urquiola SJ (11.04.1946 г. — 4.04.1969 г.) — ординарий епархии Уху.
- с 4.04.1969 г. по настоящее время кафедра вакантна.

## Источник
- Annuario Pontificio, Libreria Editrice Vaticana, Città del Vaticano, 2003, ISBN 88-209-7422-3
- Бреве Ex hac Beati Petri, AAS 13 (1921), стр. 469  (лат.)
- Булла Quotidie Nos, AAS 38 (1946), стр. 301  (лат.)